# Zofia z Brunszwiku-Wolfenbüttel
Zofia Anna z Brunszwiku-Wolfenbüttel (1724–1802) – księżna Sachsen-Coburg-Saalfeld. Córka Ferdynanda Alberta II z Brunszwiku-Lüneburga i Antoniny Amalii z Brunszwiku-Lüneburga.
23 kwietnia 1749 poślubiła księcia Ernesta Fryderyka. Ze związku urodziło się siedmioro dzieci:
- Franciszek - książę Saksonii-Koburga-Saalfeld.
- Karol Wilhelm
- córka (1752)
- Karolina
- Ludwik Karol
- syn (1756)
- Fryderyk

## Wywód przodków
| 4. Ferdynand Albrecht I z Brunszwiku-Lüneburga |  |                                                 |  |  |                                         |
|                                                |  | 2. Ferdynand Albrecht II z Brunszwiku-Lüneburga |  |  |                                         |
| 5. Krystyna Wilhelmina z Hesji-Eschwege        |  |                                                 |  |  |                                         |
|                                                |  |                                                 |  |  | 1. Zofia Anna z Brunszwiku-Wolfenbüttel |
| 6. Ludwik Rudolf z Brunszwiku-Lüneburga        |  |                                                 |  |  |                                         |
|                                                |  | 3. Antonina Amalia z Brunszwiku-Lüneburga       |  |  |                                         |
| 7. Krystyna Luiza Oettingen                    |  |                                                 |  |  |                                         |
|                                                |  |                                                 |  |  |                                         |